# Malasia en los Juegos Olímpicos de Montreal 1976
Malasia estuvo representada en los Juegos Olímpicos de Montreal 1976 por un total de 23 deportistas masculinos que compitieron en 5 deportes.
El portador de la bandera en la ceremonia de apertura fue el atleta Ahmed Ishtiaq Mubarak. El equipo olímpico malasio no obtuvo ninguna medalla en estos Juegos.